# Amsterdam (Spitsbergen)

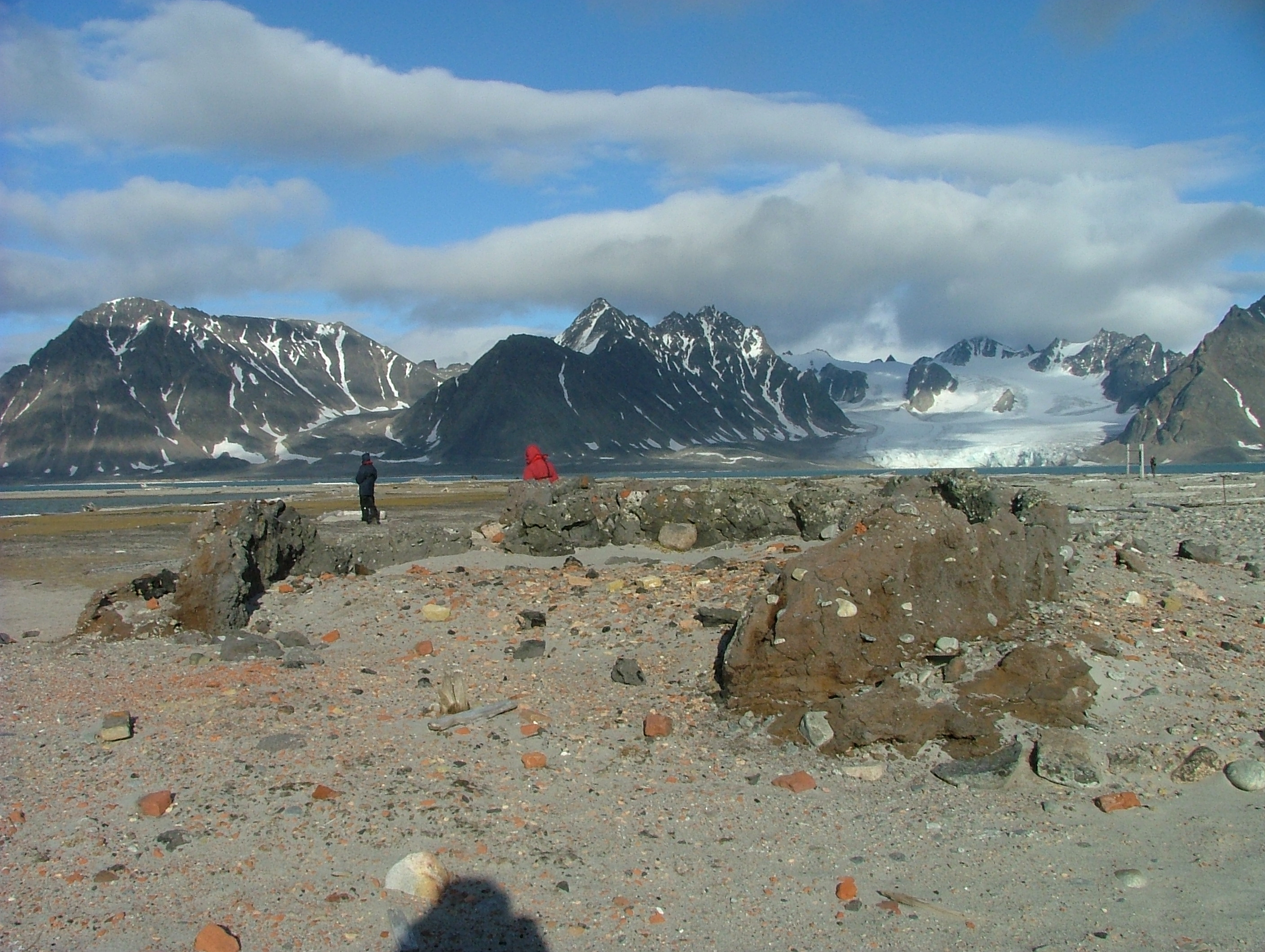
Restanten van blubberovens.

Amsterdam (Noors: Amsterdamøya = Amsterdameiland) is een klein onbewoond eiland ten noordwesten van Spitsbergen. Net als de rest van de archipel Spitsbergen staat het sinds 1920, toen het Spitsbergen-verdrag werd getekend, onder toezicht van het koninkrijk Noorwegen, maar officieel is het geen integraal deel van Noorwegen.
Het eiland is bijna het gehele jaar door omgeven door pakijs. Aan de oostzijde ligt het aan het fjord Smeerenburgfjorden.

## Geschiedenis
Het eiland werd vermoedelijk voor het eerst betreden in 1614 door Willem Cornelisz. van Muyden, die, samen met Jan Jacobsz. May van Schellinkhout in dienst van de Amsterdamse kamer van de Noordsche Compagnie de mogelijkheden van de walvisjacht in deze gebieden onderzocht. Op het eiland werd in 1619 door de Amsterdamse kamer de nederzetting Smeerenburg gesticht, die zou uitgroeien tot het centrum van de Nederlandse walvisvaart bij Spitsbergen. Vanaf het jaar 1623 werden ook de andere kamers van de Noordsche Compagnie tot Smeerenburg toegelaten. De nederzetting was alleen in de zomermaanden bewoond. In de winter van 1633 tot 1634 werd er voor het eerst een groep overwinteraars in Smeerenburg achtergelaten. De bedoeling was de traankokerijen te beschermen tegen plunderingen van voornamelijk Baskische en Deense concurrenten. Deze overwintering slaagde door grote inzet van de overwinteraars, maar die van een jaar later liep uit op een drama: alle overwinteraars kwamen om door honger en de kou. De traankokerijen van Smeerenburg bleven tot omstreeks 1660 in gebruik. Daarna is de nederzetting snel vervallen.

## Huidige situatie
Momenteel is het enige dat nog zichtbaar is van de Nederlandse aanwezigheid op het eiland, dat wat is overgebleven van de blubberovens. Er zijn nu nog de resten van zeven ovens te zien.
Ten noorden van het voormalige Smeerenburg ligt een begraafplaats uit die periode.
Belangrijk archeologisch onderzoek op Amsterdamøya is de laatste decennia gedaan door Louwrens Hacquebord van het Arctisch Centrum van de Rijksuniversiteit Groningen.